# ニッポンの大疑問α
ニッポンの大疑問α（ニッポンのだいぎもんアルファ）はBS日テレで2012年4月7日から2013年9月23日まで毎週月曜22:00 - 22:54 (JST、以下略)に放送していた討論番組。本番組は日テレNEWS24でも時差ネットで放送していた。2012年度は『ニッポンの大疑問』（ニッポンのだいぎもん）という番組名であり、毎週土曜9:00 - 9:54に放送していた。

## 概要
旬のニュースの当事者をゲストに迎え、視聴者が知りたいこと・知らなければならないことを分かりやすく伝える。
これまで日テレNEWS24で放送されてきた「金曜発言中」「闘論〜TALK BATTLE〜」とは大きく異なった明るい色のセットで構成されており、セットにはFrancfrancが協力している。前番組までは第2日本テレビで放送終了後の動画配信を行っていたが、本番組では行っていない。

## 出演者
- 小西美穂（司会）

## 放送日時・時間

### ニッポンの大疑問
- BS日テレ：2012年4月7日 - 2013年3月30日、毎週土曜日 9:00 - 9:54
- 日テレNEWS24：同上、毎週土曜日 20:00 - 21:00（11時間遅れ）

### ニッポンの大疑問α
- BS日テレ：2013年4月1日 - 9月23日、毎週月曜日 22:00 - 22:54[1]
  - 巨人戦中継延長時は最大1時間繰り下げの場合あり。
- 日テレNEWS24：2013年4月2日 - 9月24日、毎週火曜日 0:00 - 1:00[2]（2時間遅れ）
  - BS日テレでの放送時間が繰り下がった場合であっても、放送時間に変更はなかった。

## プライムタイムへの枠移動の経緯および帯の報道番組設置について
2013年3月18日、BS日テレの社長定例会見において、同社社長赤座弘一は「日本テレビは報道に力を入れており、今回の『ニッポンの大疑問』の時間変更はBS日テレも報道に力を入れる表れである。」と述べた。また、夜の時間での報道番組の帯番組化については、巨人戦ナイターが延長した場合に両立が難しいという理由から見送られたものの、帯番組化については引き続き検討していた。2013年5月27日、日本テレビの社長定例会見において、同年10月改編において、BS日テレで月 - 金曜日22:00 - 23:00に当番組出演者小西美穗ほかが出演する生報道番組の放送開始を発表した。その後、2013年9月6日、BS日テレの社長定例会見において、同社社長赤座弘一はこの新番組を同年9月30日開始とし、番組名を「深層NEWS」とすることを発表した。なお、日テレNEWS24でも、同年10月1日から毎週火曜 - 土曜0:00 - 1:00（BS日テレより2時間遅れ）に放送する。